# Peter J. Lassen
Peter Joakim Lassen (født 24. oktober 1930, død 15. august 2019) var en dansk designer, erhvervsmand og kunstsamler. Han var grundlægger af Montana Møbler og begyndte produktionen af opbevaringssystemet Montana i 1982.  
Peter J. Lassen er uddannet officer i Søværnet, hvorefter han i 1954 blev ansat i svigerfaderens firma Fritz Hansen A/S, hvor han fra 1974 til 1976 var direktør. I den tid arbejdede Lassen tæt sammen med arkitekterne Arne Jacobsen, Jørn Utzon, Piet Hein og Verner Panton, og her designede han et system, der var fuldstændig baseret på industriel produktion. Processen resulterede i System 60/60, som Lassen skabte og efterfølgende videreudviklede. Lassens idé var at levere værdier i stedet for færdiglavede løsninger: værdier såsom frihed, fleksibilitet og kreativitet, hvilket blev til det, vi i dag kender som Montana. 
Peter J. Lassen grundlagde firmaet Montana Møbler i Haarby i 1982 på Fyn. Her var han adm. direktør til 2005. Han har helt ind til hans død været medlem af Montanas bestyrelse og siden 2015 har Joakim Lassen, hans yngste søn, været administrerende direktør for virksomheden. 
Peter J. Lassens interesse for samtidskunst har betydet, at han gennem årene har bidraget til kunst- og kulturlivet i Danmark gennem sponsoratstøtte til kunstnere samt indirekte gennem Lassens øvrige projekter som møbeldesignet GRID System, der er blevet brugt til indretning og opbygning af rum i kunstgallerier, udstillingshaller og til installationskunst. Lassen var desuden en ivrig kunstsamler, med særlig interesse for moderne og eksperimenterende kunst.
Derudover har Lassen været aktiv i bestyrelsen for Trapholt kunstmuseum, Krabbesholm højskole samt Skovgaard museet.
- 2003 Montana Møbler modtog Bo bedres klassikerpris, da firmaet relancerede og genoptog produktionen af Verner Pantons Tivolistol.
- 2010 blev Peter J. Lassen den 20. september Ridder af Dannebrog.

## Design og projekter
- 1974 6060-reolen (Fritz Hansen A/S)
- 1982 Montana Møbler
- 2004 GRID System
- 2006 Montana Salen